# Dasiops concavifrons
Dasiops concavifrons är en tvåvingeart som beskrevs av Mcalpine 1960. Dasiops concavifrons ingår i släktet Dasiops och familjen stjärtflugor. Inga underarter finns listade i Catalogue of Life.